# Pangshura
Pangshura – rodzaj żółwi z rodziny batagurowatych (Geoemydidae).

## Zasięg występowania
Rodzaj obejmuje gatunki występujące w południowej Azji (Pakistan, Indie, Nepal, Bhutan i Bangladesz).

## Systematyka

### Etymologia
- Pangshura: etymologia niejasna, J.E. Gray nie wyjaśnił znaczenia nazwy rodzajowej[2].
- Cuchoa: etymologia niejasna, J.E. Gray nie wyjaśnił znaczenia nazwy rodzajowej[3]. Gatunek typowy: Emys tentoria J.E. Gray, 1834.
- Emia: etymologia niejasna, J.E. Gray nie wyjaśnił znaczenia nazwy rodzajowej[3]. Gatunek typowy: Batagur smithii J.E. Gray, 1863.
- Jerdonella: Thomas Caverhill Jerdon (1811–1872), brytyjski lekarz, zoolog i botanik; łac. przyrostek zdrabniający -ella[6][3]. Gatunek typowy: Pangshura sylhetensis Jerdon, 1870

### Podział systematyczny
Do rodzaju należą następujące gatunki:
- Pangshura smithii (J.E. Gray, 1863)
- Pangshura sylhetensis Jerdon, 1870
- Pangshura tecta (J.E. Gray, 1831) – kaczuga indyjska[7]
- Pangshura tentoria (J.E. Gray, 1834)